# Béni Khalled (délégation)
Béni Khalled est une délégation tunisienne dépendant du gouvernorat de Nabeul.
| Hommes | Classe d’âge | Femmes |
| ------ | ------------ | ------ |
| 705    | 75 ou +      | 871    |
| 2 936  | 60-74 ans    | 2 888  |
| 4 009  | 45-59 ans    | 4 152  |
| 4 378  | 30-44 ans    | 4 544  |
| 4 296  | 15-29 ans    | 4 282  |
| 4 510  | 0-14 ans     | 4 364  |